# Vodovod Landštejn
Vodovod Landštejn je vodní hospodářství v okresu Jindřichův Hradec, jeho sídlem jsou Dačice a jeho cílem je výroba a dodávka pitné vody, odvádění a čištění odpadních vod. Sdružuje celkem 10 obcí a byl založen v roce 1993. Svazek obcí Vodovod Landštejn (IČO 60817771) má 2 jednatele.

## Obce sdružené v mikroregionu
- Dačice
- Nová Bystřice
- Slavonice
- Budíškovice
- Cizkrajov
- Kostelní Vydří
- Peč
- Staré Město pod Landštejnem
- Český Rudolec
- Písečné_(okres_Jindřichův_Hradec)